# Wright Flyer III
Il Wright Flyer III, un biplano monomotore propulso da due eliche, fu il terzo aeroplano costruito dai fratelli Wilbur e Orville Wright. Volò per la prima volta nel giugno 1905, e consentì ai due pionieri dell'aviazione di Dayton di proseguire gli esperimenti che avevano iniziato negli ultimi mesi del 1903 con il Flyer I, e che erano proseguiti nel 1904 con il Flyer II.
Anche se furono i voli del 1903 e del 1904 a dimostrare la validità dei progetti dei Wright e la fattibilità stessa del volo, fu con il Flyer III che si rese disponibile la prima macchina volante davvero efficiente e pratica.

## Storia del progetto
I voli sperimentali dei fratelli Wright sul Flyer II si erano conclusi verso la fine del 1904, e nell'inverno tra il 1904 e il 1905 i due aviatori cominciarono a progettare e a costruire un nuovo aeroplano, che sarebbe diventato il Flyer III. Esso nacque come sviluppo del Flyer II, conservando ancora un l'architettura complessiva del Flyer I e mantenendosi molto simile ai suoi predecessori, almeno nel progetto iniziale.
Nello stesso periodo in cui iniziò la progettazione del terzo modello, i Wright smontarono e rottamarono il secondo, recuperando solo la trasmissione a catena delle eliche, i suoi supporti e il motore.
Queste parti vennero recuperate e riutilizzate nella costruzione del nuovo aereo; il motore però venne messo accuratamente a punto, e la levigatura delle pareti dei cilindri ne aumentò la potenza fino a 20 cavalli.
Nella sua configurazione iniziale, il Flyer III differiva molto poco dai suoi due predecessori: era costruito in modo da rimanere po' più alto rispetto al suolo, e i piani di coda erano anch'essi più alti di quelli dei Flyer I e II; inoltre il profilo alare, che sul Flyer II era stato ridisegnato con una curvatura ridotta, tornava sul terzo aereo alla elevata curvatura del profilo del Flyer I. Nel suo aspetto esteriore, comunque, il Flyer III rimaneva pressoché indistinguibile dai primi due modelli. Nonostante la maggiore potenza del motore e la maggiore portanza resa disponibile dal profilo alare iniziale più incurvato, i lanci continuarono ad essere assistiti da una catapulta.
La costruzione del terzo aeroplano dei fratelli Wright cominciò il 23 maggio del 1905, e richiese in totale meno di un mese, visto che il 23 giugno il Flyer III compiva già il suo primo volo.
I primi voli del nuovo aereo non furono un grande successo: nelle tre settimane successive al primo distacco dal suolo, il 23 giugno, nessun volo durò più di 20 secondi. Il Flyer III, costruito ricalcando il Flyer II, conservava sostanzialmente i suoi stessi difetti in termini di instabilità e difficoltà di controllo. Il muso dell'aereo continuava ancora a oscillare pericolosamente durante i voli, e il controllo del beccheggio rimaneva estremamente difficile: gli atterraggi erano sempre molto duri, e finivano spesso per danneggiare il velivolo.
Il 14 luglio un incidente più grave degli altri provocò danni seri al velivolo, e rischiò di ferire il pilota. Appena 12 secondi dopo il lancio, le oscillazioni verticali dell'aereo uscirono dal controllo di Orville, che era ai comandi; il Flyer III si schiantò con il muso contro il suolo a quasi 50 chilometri orari, distruggendo gli equilibratori, rimbalzò tre volte e si cappottò, sbalzando il pilota fuori dall'aereo, senza però causargli ferite gravi.
Ricostruendo il velivolo dopo questo incidente, i fratelli Wright apportarono al progetto delle modifiche importanti, tese principalmente a riuscire una volta per tutte a tenere sotto controllo il beccheggio, cioè il movimento in verticale del muso dell'aereo. Il risultato di queste modifiche fu probabilmente il primo aereo veramente pratico della storia.

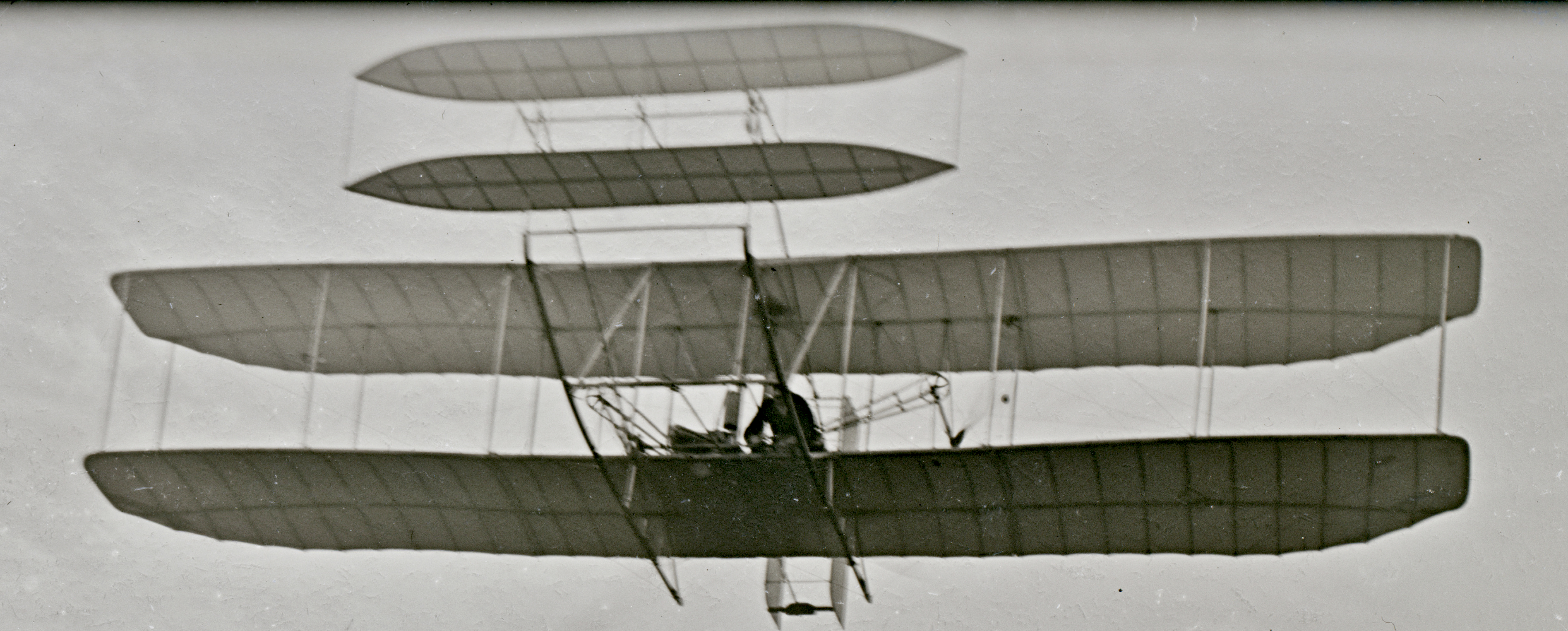
Vista frontale del Flyer III durante il suo quarantaseiesimo volo (4 ottobre 1905). Notare i doppi piani orizzontali anteriori e i doppi piani verticali posteriori; la fotografia mette anche in evidenza la posizione prona del pilota, le catene da bicicletta responsabili della trasmissione e la struttura lignea dell'aereo sotto il rivestimento in tela.

## Tecnica
Il Flyer che volò per la prima volta il 24 agosto 1905 era radicalmente diverso da quello che aveva compiuto qualche breve balzo tra la fine di giugno e l'inizio di luglio: la configurazione generale non era cambiata (l'aereo era ancora un biplano con doppi piani orizzontali in posizione canard, doppi piani verticali posteriori, e due eliche spingenti controrotanti mosse da un motore singolo, aveva una struttura in abete e un rivestimento in mussola leggera) ma molti importanti dettagli erano stati migliorati.
L'area degli equilibratori venne aumentata del 50%, e tutto il complesso dei piani orizzontali venne spostato in avanti di 168 centimetri: in tal modo il centro di massa dell'aereo si spostava nettamente in avanti, rendendo l'aereo meno incline a impennarsi verso l'alto; inoltre l'aumento della lunghezza totale faceva sì che il velivolo fosse meno sensibile alle piccole correzioni eseguite dal pilota.
Il controllo dell'imbardata, che sui Flyer I e II era collegato con quello del rollio in modo da muovere il timone e azionare lo svergolamento alare contemporaneamente, in risposta a un singolo comando del pilota, vennero separati: in tal modo era possibile controllare i movimenti intorno all'asse verticale indipendentemente da quelli intorno all'asse trasversale, agendo su due leve separate: il rollio era controllato da una sella scorrevole che il pilota, sdraiato in posizione prona, controllava con il movimento dei fianchi; l'imbardata da una leva azionata con le mani.
Per migliorare la stabilità dell'aereo durante la virata, e in particolare per evitare che il muso tendesse ad abbassarsi in questa fase come accadeva col secondo modello, sul terzo vennero aggiunti tra gli equilibratori due semicerchi di tela con struttura in legno, che per la loro posizione e la loro forma vennero chiamate blinkers, cioè "paraocchi".

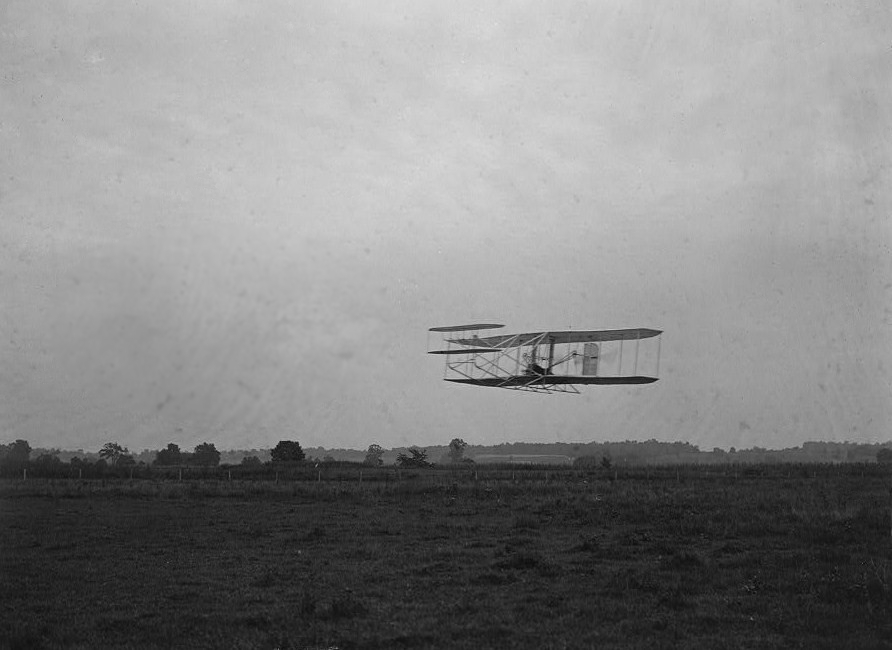
Il ventitreesimo volo del Flyer III, il 7 settembre 1905. Con ai comandi Orville Wright l'aereo percorse due giri completi del campo di Huffman Prairie in 2 minuti e 45 secondi.

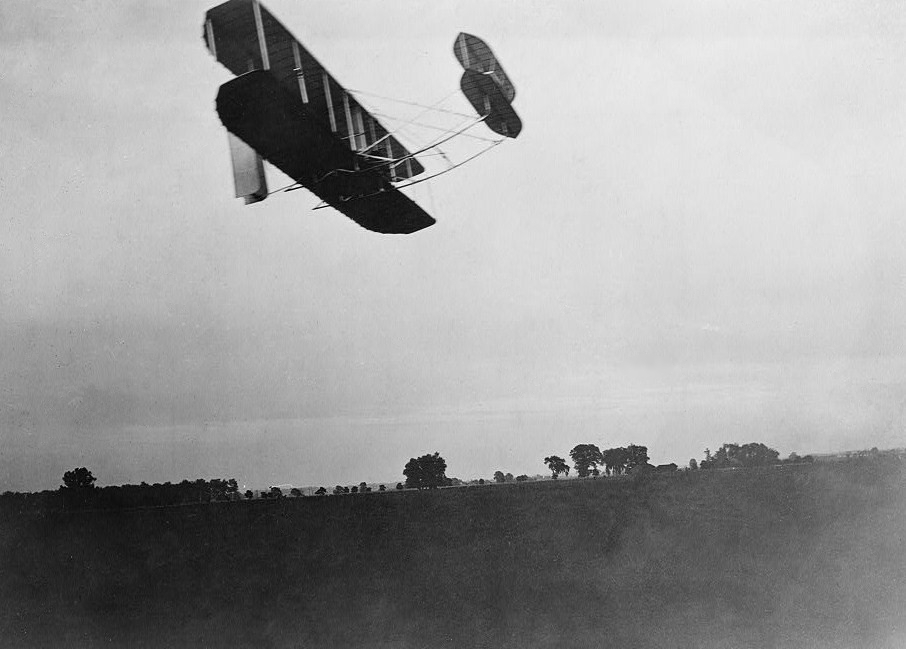
Sempre ai comandi di Orville, il 29 settembre 1905, il Flyer III coprì una distanza di 19 chilometri.

## Impiego sperimentale

### Stagione di volo 1905
I tentativi di volare intrapresi dal Flyer III prima dell'incidente del 14 luglio si erano rivelati molto poco soddisfacenti, dato che erano stati tutti più brevi dei voli eseguiti un anno prima dal Flyer II. Dopo le consistenti modifiche operate tra il luglio e l'agosto 1905, tuttavia, le cose cambiarono subito sensibilmente.
Il primo volo del "nuovo" modello III ebbe luogo il 24 agosto 1905 e, anche se i piloti ebbero bisogno di un po' di tempo per abituarsi ai nuovi comandi, le prestazioni dell'aereo conobbero un miglioramento evidente. Nel giro di pochi giorni l'aereo riusciva a compiere voli anche di 5 minuti, eseguendo virate controllate e atterraggi morbidi.
Il 7 settembre, durante uno dei voli sempre più lunghi e controllati del Flyer III, l'aereo colpì un uccello in aria; si trattò della prima collisione di un aeroplano con un volatile mai registrata.
Il 26 settembre Wilbur girò intorno al campo d'aviazione di Huffman Prairie per 18 minuti, e atterrò solo perché il carburante si era esaurito; lo stesso avvenne tre giorni più tardi, il 29, quando un volo che era durato il tempo necessario per eseguire 14 giri intorno al campo si concluse per l'esaurimento della benzina. Allora i Wright rimpiazzarono il serbatoio da 1 gallone (3,78 litri) con uno più capiente, da 3 galloni (11,34 litri).
Il 3, il 4 e il 5 ottobre i Wright eseguirno nuovamente dei voli pubblici, per la prima volta dal maggio 1904: invitarono amici, reporter e tutti i numerosi curiosi che ormai erano venuti a conoscenza del fatto che i due fratelli stavano lavorando su qualcosa di importante, e di fronte a un pubblico consistente diedero notevoli dimostrazioni delle capacità della loro nuova macchina. In particolare il 5 ottobre Wilbur rimase in volo, dopo il decollo assistito dalla catapulta, per 39 minuti e 24 secondi, coprendo circa 39 chilometri; approfittando dell'incremento nell'autonomia prodotto dal serbatoio ingrandito Wilbur aveva coperto una distanza maggiore di quella percorsa in tutti i 109 voli precedenti messi insieme. Amos Stauffer, uno dei componenti del pubblico intervenuto il 5 ottobre, disse:
La stagione di volo del 1905 si concluse il 7 novembre, quando i Wright smontarono il Flyer III e lo riposero in alcune casse, nelle quali rimase conservato fino alla primavera del 1908.

### Dopo il 1905
L'8 ottobre 1905, rassicurati dal successo che il Flyer III aveva conseguito appena tre giorni prima e desiderosi di rendere la loro invenzione utile per gli Stati Uniti, i fratelli Wright avevano scritto una lettera al Segretariato della guerra offrendo di vendere il loro primo aeroplano veramente pratico alle forze armate.
In un primo momento il Secretary of War, William Howard Taft, non aveva dimostrato interesse per la proposta, e allora i due pionieri di Dayton avevano rivolto la loro attenzione verso un altro problema, quello di far brevettare le loro invenzioni, il quale li tenne occupati per tutto il 1906. Nel 1907, però, i Wright riuscirono a suscitare l'interesse della Compagnie Generale de Navigation Aérienne, un consorzio aeronautico francese, e poi anche degli U.S. Signal Corps (dipendenti dell'esercito statunitense): entrambi questi enti siglarono dei contratti in cui si impegnavano ad acquistare degli esemplari di Wright Flyer III previa dimostrazione delle capacità del velivolo.
Fu quindi nella primavera del 1908 che Wilbur e Orville Wright recuperarono il Flyer III dalle casse in cui era rimasto per oltre due anni e lo rimontarono, con l'intenzione di verificare privatamente le sue prestazioni prima di eseguire i test ufficiali in presenza dei potenziali acquirenti; per ragioni di riservatezza preferirono scegliere come base per i loro voli una zona più fuori mano di Huffman Prairie, e quindi tornarono nel sito del loro primo volo a motore del 1903, Kitty Hawk.
Prima di cominciare la nuova fase di sperimentazioni, il Flyer III era stato ulteriormente modificato. Innanzitutto la posizione prona del pilota, finalizzata a ridurre la resistenza aerodinamica, cominciava a risultare scomoda ora che i voli iniziavano a essere più lunghi di mezz'ora: pertanto venne installata una panchetta a due posti sulla quale il pilota e un passeggero potevano sedere più comodamente (i controlli, riprogettati in modo da regolare anche il rollio con una leva anziché con il sellino scorrevole, erano collocati al fianco del pilota). In secondo luogo il motore venne sostituito con un nuovo quattro cilindri, questa volta disposti in verticale e non più coricati, che sviluppava una potenza di 35 cavalli.
Il Flyer III volò nuovamente, per la prima volta dopo il 1905, il 6 maggio 1908, ai comandi di Orville. Pochi giorni più tardi un meccanico di Dayton, Charlie Furnas, manifestò il desiderio di provare a volare; allora, dato che avevano bisogno di fare degli esperimenti anche con due persone a bordo, i fratelli gli accordarono il permesso di unirsi a Wilbur in un breve volo il 14 maggio.
Poco tempo dopo, nel corso di un lungo volo in solitaria, Wilbur commise un errore maneggiando i nuovi comandi, a cui non era ancora del tutto abituato, e mandò l'aereo a schiantarsi contro una duna di sabbia a quasi 65 chilometri orari. Il pilota fu fortunato a non riportare altro che lievi abrasioni e contusioni, ma l'aereo era praticamente distrutto. Questa fu la fine della carriera di volo del Flyer III; i Wright recuperarono ancora una volta dal relitto tutte le parti metalliche, e abbandonarono il resto a Kitty Hawk mentre tornavano a Dayton.

### Recupero, restauro ed esposizione

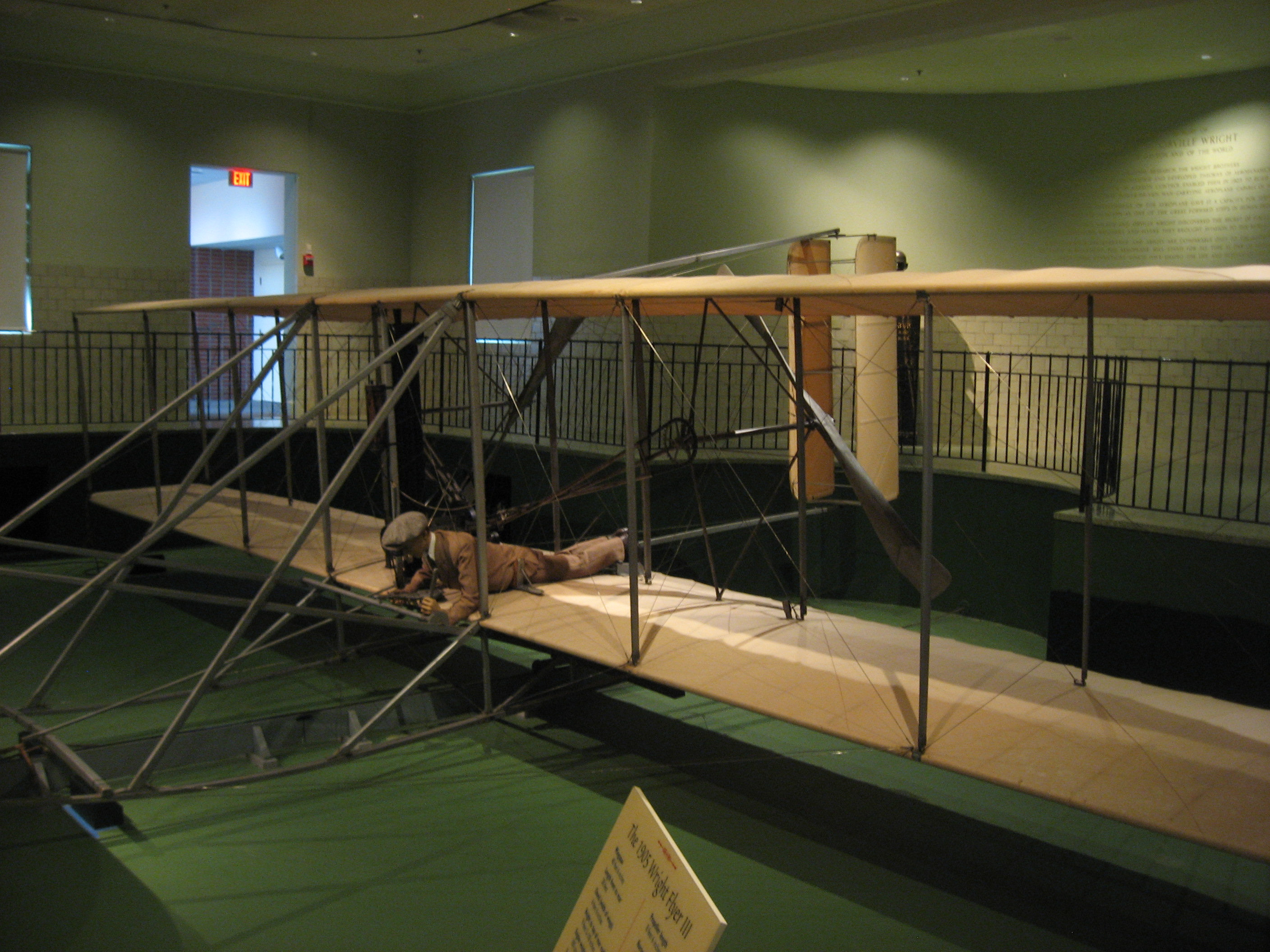
Il Flyer III, conservato al Carillon Historical Park di Dayton, Ohio, fotografato nel 2012.

Nel 1911, tornando a Kitty Hawk per testare un nuovo aliante, Orville aveva progettato di riportare a Dayton i resti del Flyer III; tuttavia, vedendo che il relitto era stato ulteriormente danneggiato da alcuni animali e da alcuni "cacciatori di souvenir" abbandonò la sua idea, e alla fine dei voli dell'aliante lasciò a Kitty Hawk sia il Flyer che l'aliante stesso.
Ben presto in quello stesso 1911 Zenas Crane, un industriale del Massachusetts, contattò i Wright chiedendo se potevano fornirgli una delle loro vecchie macchine volanti per il museo che aveva recentemente aperto a Pittsfield. Orville rispose che non avevano niente a disposizione per soddisfare Crane, ma che se voleva poteva cercare liberamente tra i resti di ciò che era rimasto a Kitty Hawk; Crane allora recuperò quello che rimaneva del Flyer III e dell'aliante del 1911, e spedì tutto al suo museo. I suoi dipendenti però, non sapendo nulla di come erano fatti i velivoli originali e non avendo a disposizione disegni, poterono solo montare una copia scarsamente fedele dell'aliante del 1902 impiegando sia parti prese dal Flyer che parti provenienti dall'aliante del 1911. Quando vide il risultato di questa operazione, Orville vietò che venisse esposto; anche se Crane insistette per anni chiedendogli di aiutarlo a ricostruire gli aerei originali, anche dopo la morte di Wilbur nel 1912, Orville non se ne occupò mai.
Orville Wright cambiò idea nel 1947 ricevendo una lettera di Edward Andrew Deeds, suo amico e presidente della National Cash Register Company di Dayton; questi gli chiedeva di consegnargli uno dei suoi vecchi aerei per metterlo al centro di un grande parco espositivo pensato per celebrare l'influenza avuta dall'area di Dayton nel campo del trasporto e dell'industria. L'idea iniziale di Deeds era quella di costruire una replica del Flyer del 1903, ma ricordandosi dei resti del Flyer III che giacevano ancora nei magazzini del museo di Zenas Crane a Pittsfield Orville gli offrì di ricostruire il Wright Flyer III originale. Entusiasta, Deeds mise a disposizione di Wright il personale della NCR e non ebbe difficoltà a recuperare i resti del velivolo da ristrutturare, visto che Crane era ormai morto e il museo aveva perso interesse per l'argomento.
Orville Wright si impegnò personalmente nel restauro che, iniziato nella primavera del 1947, richiese più di un anno e portò a ricostruire l'aereo conservando l'80% delle parti originali, escluso il rivestimeno in tela delle superfici aerodinamiche. Fu recuperato anche il motore originale. Quando anche la sala espositiva presso il Carillon Historical Park venne completata, il Flyer III venne mostrato trionfalmente al pubblico, il 3 giugno 1950 (Orville era morto due anni prima, nel 1948).
Nel 1990 il Flyer III è stato il primo aeroplano a vedersi riconosciuto lo status di National Historic Landmark ("pietra miliare della storia nazionale [statunitense]"); nel 2000, l'aereo ha subito una nuova fase di restauro in previsione delle celebrazioni per il centennale del primo volo dei Wright del 1903.

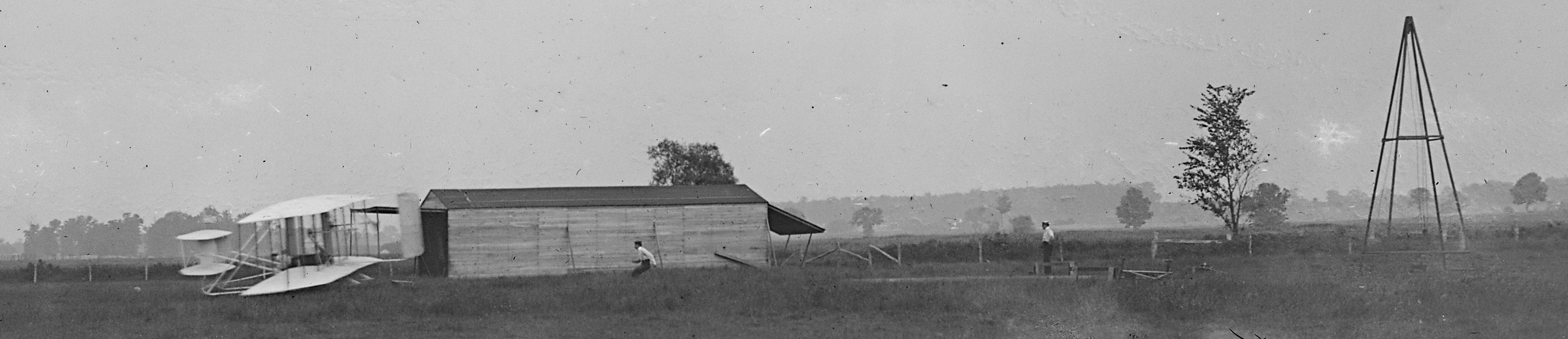
L'inizio del primo volo del 1905: il Flyer III decolla dalla rampa di lancio in legno con l'ausilio di una catapulta che sfrutta la caduta di un peso dall'alto di un traliccio per accelerare l'aereo. Ai comandi c'è Orville Wright; le due figure al centro sono probabilmente suo fratello Wilbur e il meccanico Charlie Taylor.

## Bibliografia

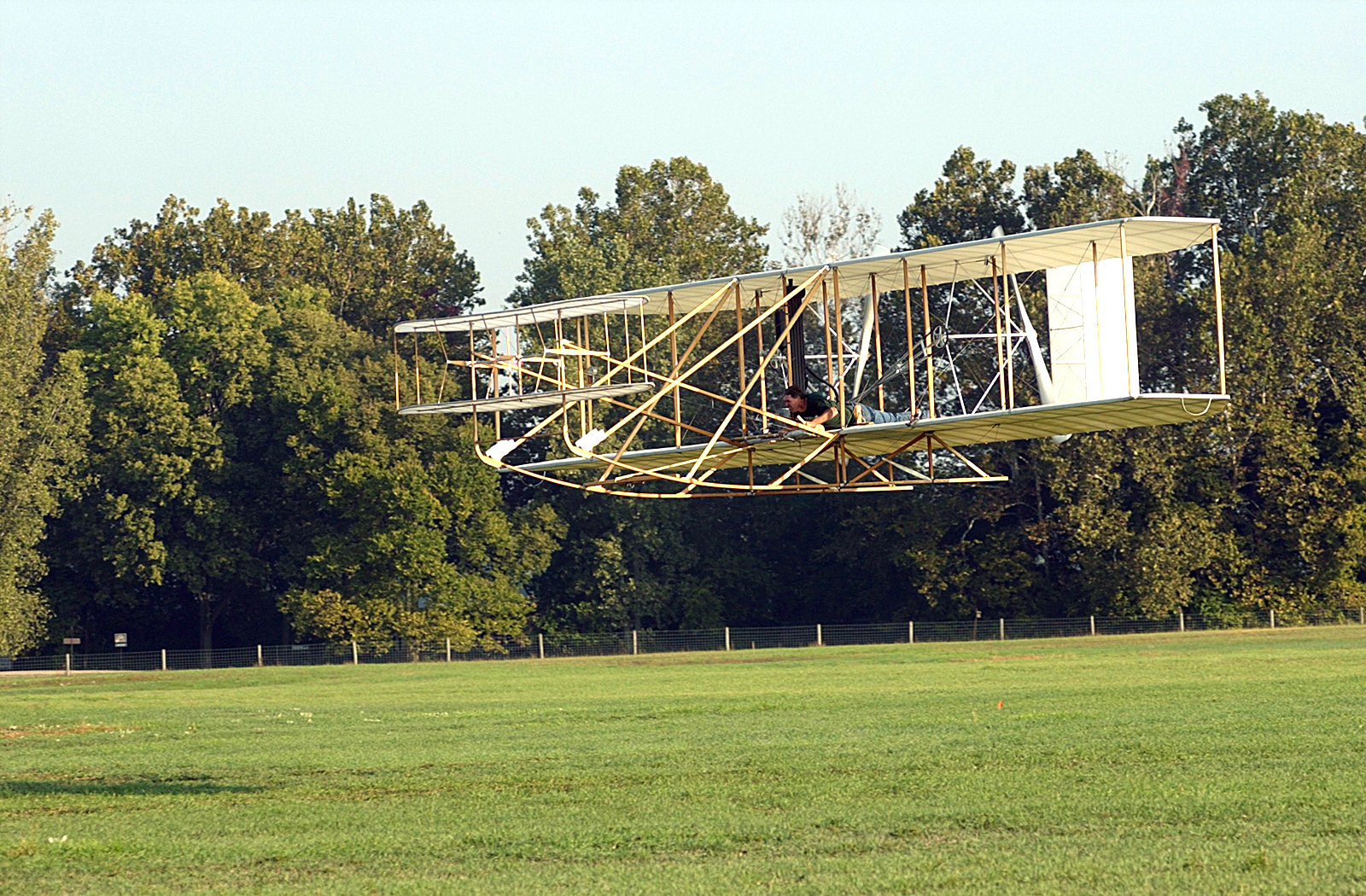
Mark Dusenberry di Dover, Ohio, costruì tra la fine degli anni 1990 e l'inizio degli anni 2000 una replica fedele del Flyer III dei fratelli Wright, e la fece volare nell'autunno del 2004.